# Movimento del Cinema Puro
Il Movimento del Cinema Puro (純映画劇運動?, Jun'eigageki undō) è un movimento di tendenza in ambito cinematografico, affermatosi in Giappone dagli anni dieci ai primi anni venti del XX secolo.
Il suo obiettivo era quello di riformare il cinema giapponese rendendolo più "puro", cercando di farlo riconoscere come una forma d'arte unica e culturalmente rispettabile. Fino agli anni dieci il cinema veniva considerato, sia legalmente che artisticamente, come un misemono, ossia un semplice spettacolo di intrattenimento. Dalla metà degli anni dieci, un gruppo di intellettuali, guidati da Norimasa Kaeriyama, si riunì per dar vita a un movimento finalizzato ad assegnare al cinema giapponese un nuovo statuto, distinguendolo da altre forme artistiche e conferendogli una specifica identità.
Il movimento mosse le sue critiche al cinema del tempo ritenuto troppo influenzata dal teatro e carente di quelle tecniche, quali l'uso delle panoramiche e dei primi piani, che successivamente avrebbero costituito le basi della regia. L'intento era quello di introdurre nell'industria cinematografica giapponese nuove tecniche di produzione, prendendo come esempio l'industria europea e hollywoodiana, e di ridurre il più possibile o addirittura eliminare quelle scelte tecniche e culturali, trasmesse dal teatro e quindi non ritenute "pure", come il ricorso ai benshi per narrare le vicende di film muti durante la proiezione, e l'impiego dell'onnagata per i ruoli femminili.
Il movimento, nato nelle vesti di un dibattito teorico sulle enormi potenzialità che il cinema poteva riversare sull'intero mondo artistico giapponese, diventò una potente forza innovatrice per l'industria cinematografica, anche se sostenuto da una manciata di produzioni sperimentali.
Il successo ottenuto dal movimento fu dovuto soprattutto al favorevole periodo economico seguito al primo conflitto mondiale, che permise ai numerosi sostenitori del gruppo di Kaeriyama di sostenere economicamente il progetto. A partire dal 1922 il successivo indebolimento dell'economia portò a un progressivo rallentamento, fino all'arresto, della produzione di "film puri".
Molti dei membri del Movimento del Cinema Puro svolgevano l'attività di critici, e per mettere in pratica la nuova concezione artistica intrapresero la carriera di registi. Uno di questi fu Norimasa Kaeriyama che nel 1918 diresse The Glow of Life per la Tenkatsu Studio. Questo film è considerato il primo "film puro", ma altri registi, come Eizō Tanaka, influenzati dal teatro shingeki, contribuirono al movimento grazie alle loro innovazioni, nell'ultimo periodo degli anni dieci, con la produzione di film per diverse compagnie cinematografiche come la Nikkatsu. A queste compagnie, se ne affiancarono delle altre più innovatrici come la Shochiku e la Taikatsu, che facilitarono il passaggio verso un "cinema più puro".
Il romanziere Tanizaki Jun'ichiro fu probabilmente la figura letteraria più importante tra i sostenitori del Movimento del Cinema Puro. Egli diede un enorme contributo alla produzione dei "film puri" collaborando in più occasioni con la Taishō Katsuei, compagnia cinematografica formatasi nel 1920 e comunemente conosciuta come Taikatsu.